# 黒前村村会
黒前村村会（くろさきむらそんかい）は、茨城県多賀郡黒前村に設置された議会である。定数12名。

## 沿革
- 1871年（明治4年） - 廃藩置県
- 1888年（明治21年） - 黒前村役場庁舎設置
- 1911年（明治44年） - 町村制公布

## 初代役員
- 町長 -椎名九十郎
- 助役 -根本五左衛門
- 収入役 -椎名政蔵[1]

## 歴代議員
- 第１回総選挙（明治22年4月23日） [2]
  - 佐川歌吉　中野能吉　根本傳一郎　椎名九十郎　須田庄五郎　石井千代吉
  - 樫村善平　野村庄介　樫村齋介　　樫村良三　　椎名健介　　椎名政蔵
- 第１回改選（明治25年5月15日）
  - 　樫村良三　樫村廣介　藤田源七　鈴木幸重郎　石井新助　椎名市松
- 第3回改選（明治31年5月25日）
  - 　藤田源七　渡邉彦市　鈴木久次郎　椎名穠　大森彌次平　佐川歌吉

## 大正期以降の議員
- 田所重衛門、椎名穠、藤田源次[3]、大森廣吉、佐藤健之助、根本好雄、小貫芳雄